# Площад Испания
Площад „Испания“ (Piazza di Spagna) е един от символите на Рим.
Между него и площад Тринита дей Монти (с едноименната църква) се намира монументално стълбище от 138 стъпала, построено с помощта на завещанието (20 000 скуди нужни за реализацията на проекта от архитекта Francesco de Sanctis(1693 – 1740) и неговият ученик Alessandro Specchi) на френския дипломат Стефан Гефие(Étienne (Stefan) Gueffier, за да свързва испанското посолство към Светия престол и площада с църквата Тринита деи монти. Построена е между 1721 и 1725 г., поръчана от кардинал De Tencin.Идеята за преодоляване на височината между площада и църквата на върха е документирана още в 1559 г., но само двадесет години по-късно, Апостолическата Камера откупува мястото под църквата принадлежащо на френската корона и намеренията на папа Gregorio XIII (1572 – 1585), започват да се изпълняват. Тогава Франция започва спор за собствеността на земята и работите се отлагат до 1721 по време на папството на Инокентий XIII, така че хералдическите орли на рода Конти и Хералдическата лилия на Бурбони – те се забелязват в основата на монумента. В десния ъгъл на стълбите се намира домът, в който е живял Джон Кийтс, английски поет-романтист. Домът е музей, посветен на него и на неговия приятел и колега Пърси Биш Шели.
На площада се намира и фонтанът Barcaccia (така се наричали лодките, които пренасяли бъчвите с вино в античния Рим). Според легендата папа Урбан VIII поставя фонтана тук, след като е бил впечатлен от лодка, довлечена от наводнение от река Тибър.